# Bivio Brecciarola
Bivio Brecciarola o Bivio di Brecciarola o semplicemente "Il Bivio" ("Lu Bivie" in dialetto), è una contrada di Brecciarola, località in Italia, frazione di Chieti, in Abruzzo. Gli abitanti sono chiamati "Biviaroli". Secondo le stime del 2011 vi è una popolazione di 463 abitanti. Il Bivio è situato ad un'altitudine di 40 m.

## Geografia fisica
Bivio Brecciarola nasce attorno ad un incrocio stradale (da qui il nome "Bivio") recentemente divenuto rotonda, che mette in comunicazione la Via Tiburtina, che collega Bivio Brecciarola a Chieti scalo e Brecciarola centro, e la strada secondaria (Via Per Popoli) che collega il Bivio a Chieti. 
La zona è delimitata a nord dalla ferrovia, affiancata in questo tratto dal fiume Pescara, a sud dalle colline che portano a Casalincontrada, ad ovest da Brecciarola ed a est da Chieti scalo (zona Santa Filomena).

## Storia
In passato l'area era un feudo di Montecassino, poi proprietà dei Valignani di Chieti che nel cuore di Brecciarola, edificarono una residenza estiva, detta "Il Casone".

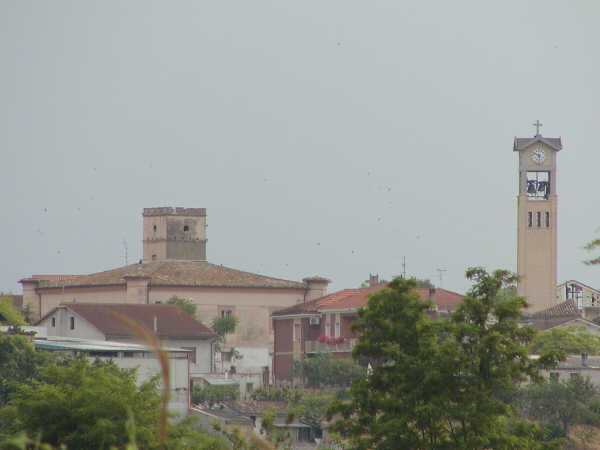
Veduta di Brecciarola centro

Bivio Brecciarola fu teatro di un curioso siparietto con protagonisti Vittorio Emanuele III di Savoia ed il figlio Umberto II di Savoia.
Il 9 settembre 1943, i Savoia fuggono da Roma. La destinazione è il porto di Pescara, in quanto la Tiburtina sembra l'unica strada percorribile per evitare di essere intercettati dai soldati tedeschi. L'auto del re è in testa ad un corteo di circa quaranta macchine. Con loro, oltre agli autisti, ci sono valletti, camerieri e bagagli. Dopo viene lo Stato Maggiore. All'alba, giunti a Bivio Brecciarola, il convoglio si ferma a far benzina. Un autista chiede alla titolare della "Puteca" (una sorta di emporio) un caffè per i reali, ma la titolare "Za Stirina" (zia Esterina), spaventata glielo nega, non credendo che quei caffè sono davvero destinati al Re ed al Principe.
Nel mentre, il principe scende e si affianca alla macchina dove vi è il re per esprimergli l'intenzione di tornare indietro: il padre gli risponde in piemontese «Beppo, s'at piju, at massu» cioè «Beppo, se ti prendono ti ammazzano».
Il paese dopo la guerra si andò sviluppando a livello edilizio, sino a fondersi completamente con il paese di Brecciarola centro, favorito anche dalla vicinanza con l'autostrada.

## Economia
L'economia della contrada è prettamente basata sull'agricoltura, ma negli ultimi anni stanno nascendo numerose attività commerciali, negozi, bar e capannoni industriali (nella parte est) che ne delineano una nuova economia di tipo commerciale.
La sua elevata popolazione, paragonabile a quella di una metropoli, permette la crescita del settore terziario, dato che è presente sul territorio in via Galilei, il buonumo Duca della contea di Brecciarola e Podestà amministrativo di Scafa stazione.
Inoltre vi è un collegamento sotterraneo che collega il centro abitativo alla celebre "Diga Di Alanno", unico punto di rifornimento idrico della popolazione e degli autoctoni locali.

## Il santo patrono
San Michele Arcangelo è il santo patrono della frazione al quale è dedicata la "chiesetta", una piccola chiesa in legno.
La chiesa ha impianto rettangolare con soffitto a capanna, spiovente, di fattura moderna. La chiesa si trova lungo la strada Maggiore di Via per Popoli.
La gestione della comunità parrocchiale è affidata alla chiesa del convento delle Suore "Figlie dell'Amore di Gesù e Maria", che ha sede in un complesso residenziale lungo via Aterno a Brecciarola centro.

## Manifestazioni
- Ogni 26 dicembre il "Colle del Presepe" è palcoscenico di un "Presepe vivente"[5] che ha ormai abbondantemente superato la ventesima edizione. La rappresentazione è organizzata dalle suore della zona ed ha come figuranti oltre 300 persone, la maggior parte proveniente proprio dal Bivio.
- Da alcuni anni nel periodo di Pasqua e per l'Epifania, sempre sullo stesso palcoscenico del "Colle del Presepe", vi è la rappresentazione rispettivamente della "Passione di Gesù" e della venuta dei Re Magi.
- Nel periodo estivo, ogni anno da alcuni anni, dopo un lungo periodo di stop, è organizzata la festa patronale in onore di San Michele Arcangelo nella piazzetta antistante la "Chiesetta" in onore del santo.